# شارل ریشار-املن
شارل ریشار-اَملان (فرانسوی: Charles Richard-Hamelin‎؛ زادهٔ ۱۷ ژوئیه ۱۹۸۹) یک موسیقی‌دان و نوازنده پیانوی کنسرت اهل کانادا است.
او لیسانس خود را در رشتهٔ موسیقی از دانشگاه مک‌گیل و فوق لیسانس خود را از دانشگاه ییل دریافت کرده‌است.
وی در سال ۲۰۱۵ میلادی، برندهٔ جایزهٔ دوم رقابت بین‌المللی نوازندگی پیانو شوپن شد و جایزهٔ ویژهٔ «کریستیان زیمرمن» را بابت «بهترین اجرای سونات» دریافت داشت.